# Flickon
Jeden z użytkowników Wikipedii oznaczył tę stronę jako kwalifikującą się do natychmiastowego skasowania.
W najbliższym czasie administratorzy Wikipedii zweryfikują to zgłoszenie.
Jeśli nie zgadzasz się z oceną wikipedysty, wypowiedz się na stronie dyskusji. Autorów prosimy o zapoznanie się z informacjami o najczęstszych powodach usuwania artykułów.
Uzasadnienie: autoreklama, brak znaczenia encyklopedycznego
Administratorze! Pamiętaj, żeby przed skasowaniem artykułu sprawdzić linkujące, dyskusję i historię zmian (ostatnia zmiana wykonana przez W2k2).
Flickon - projekt hobbystyczny poświęcony oświetleniu ambientowemu samochodów marki Ford. Projekt powstał w garażu w Bielsku Białej w Polsce i jest prowadzony do dnia dzisiejszego. Za datę startu przyjmuje się datę 30 czerwca 2020 roku, kiedy pierwszy Ford Focus Mk4, został doposażony w oswietlenie nastrojowe nóg. Następnie dochodziły kolejne rozwiązania oraz coraz szerszy rynek odbiorców Fordow z różnych części świata. W 2021 powstała strona www.flickon.pl a rok później sklep online www.flickonstore.pl. W 2025 rozwiązania FlickOn doposażyły 1000 samochód  na 4 kontynentach. Projekt od początku jest prowadzony przez Tomasz Rogoz, który do dnia dzisiejszego pełni funkcję CEO. 
1. ↑  Our Story [online], FLICKON STORE [dostęp 2025-08-20] (ang.).